# Irminsul

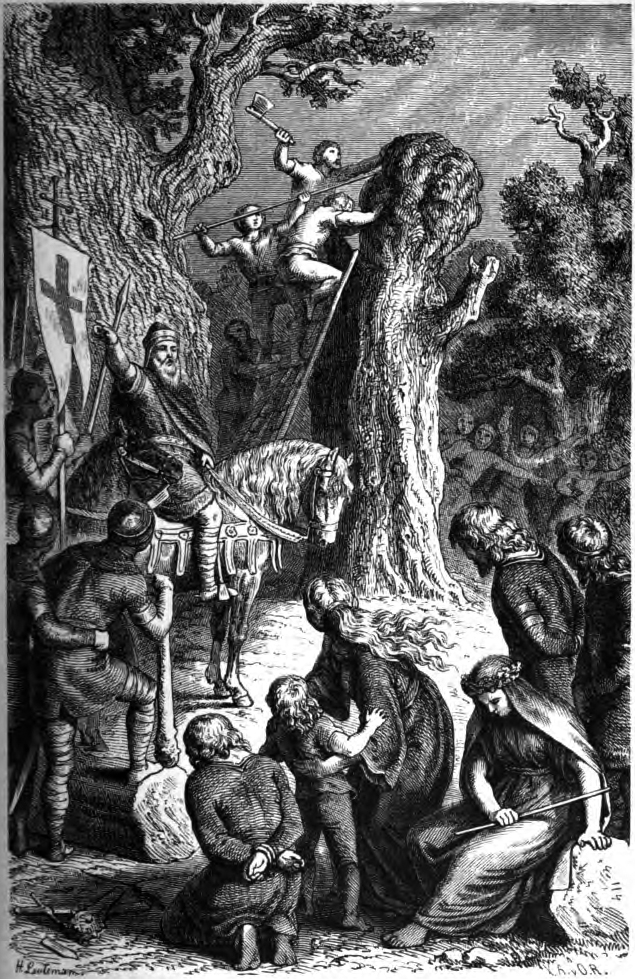
Nagy Károly elpusztíttatja az Irminsult (Heinrich Leutemann műve, megjelent 1882-ben.

Újpogány Irminsul-szimbólum

Az Irminsul (Irmin oszlopa) egy tölgyfa oszlop volt, amelyet a szászok vallásos tiszteletben részesítettek, mert hitük szerint ez kötötte össze a mennyet és a földet.
Irmin a szászok hadistene volt, Mannus fia és a germán proto-törzs Irminones (vagy Herminones, Hermiones) őse. Irmin óészaki neve Jörmun volt és egyúttal ez volt Odin egyik neve is, egy másik neve pedig Ygg. Yggdrasil annak az eget és a földet összekötő fának a neve, amelyen Odin kilenc napig függött, ezzel feláldozva magát, hogy így találjon rá a rúnákra. Ennek megfelelően az Irminsul is világfa lehetett, az Yggdrasil megfelelője.
Vannak jelek, hogy az Isminsul nem csak mitológiai fa volt, hanem valóban létezett. Lehetséges, hogy már eredetileg egy faoszlop volt, amelynek a tetején egy bálvány állt. Egyes elméletek szerint az eredeti Irmin oszlop Externsteine közelében állhatott.
Nagy Károly korában valószínűleg több Irmin oszlop létezett. Az egyiket Paderborn közelében, az Eresburg kastélynál a feljegyzések szerint ő pusztíttatta el 772-ben.
Az Irminsul hagyománya a keresztény időkben is sokáig élt. Jakob Grimm idézi a 12. századi Kaiserchronikot, amely több Irmin oszlopot is említ.
Egy római kori Irmin oszlop maradványait a hildesheimi katedrálisban találták meg. A közelben található Irminseul falu, amelynek neve szintén erre a kapcsolatra utal, a régióban pedig további helynevek emlékeztetnek a Nibelung-mondakörre.
Egyes elméletek szerint a pogány német szokás, a Magyarországon és más európai országokban is elterjedt májusfa állítás is kapcsolatban van az Irminsul, illetve az Yggdrasil hagyománnyal.